# Rogojeni
Rogojeni è un comune della Moldavia situato nel distretto di Șoldănești di 743 abitanti al censimento del 2004.

## Località
Il comune è formato dall'insieme delle seguenti località (popolazione 2004):
- Rogojeni (71 abitanti)
- Rogojeni, loc, st, c, f, (672 abitanti)